# Gösta Grip
Gösta Wilhelm Grip, född 14 juni 1904 i Hedvig Eleonora församling, Stockholm, död 26 mars 1998 i Gustav Vasa församling, Stockholm, var en svensk skådespelare.
Grip filmdebuterade 1934 i Gustaf Edgrens Simon i Backabo och han kom att medverka i 30 filmproduktioner.
Gösta Grip är gravsatt i Gustav Vasa kyrkas kolumbarium vid Odenplan i Stockholm.

## Filmografi
- 1934 – Simon i Backabo
- 1935 – Under falsk flagg
- 1936 – Johan Ulfstjerna
- 1937 – John Ericsson - segraren vid Hampton Roads
- 1937 – Ryska snuvan
- 1938 – Med folket för fosterlandet
- 1939 – En enda natt
- 1939 – Filmen om Emelie Högqvist
- 1940 – Romans
- 1940 – Frestelse
- 1940 – Blyge Anton
- 1940 – En sjöman till häst
- 1940 – Kyss henne!
- 1941 – Soliga Solberg
- 1941 – Lasse-Maja
- 1941 – Göranssons pojke
- 1942 – Vårat gäng
- 1942 – Sol över Klara
- 1942 – Lyckan kommer
- 1942 – En trallande jänta
- 1942 – En äventyrare
- 1942 – General von Döbeln
- 1942 – Doktor Glas
- 1942 – Sexlingar
- 1942 – Farliga vägar
- 1942 – Det är min musik
- 1943 – Elvira Madigan
- 1943 – Kajan går till sjöss
- 1944 – Narkos
- 1945 – I som här inträden
- 1946 – Det var då – det är nu
- 1949 – Kronblom kommer till stan

## Teater

### Roller
| År   | Roll                                | Produktion                              | Regi            | Teater                |
| ---- | ----------------------------------- | --------------------------------------- | --------------- | --------------------- |
| 1928 | Fången nr 6 Arbetare Poliskonstapel | Hoppla, vi lever! Ernst Toller          | Per Lindberg    | Dramaten              |
| 1938 | Robert                              | Sex trappor upp Alfred Gehri            | Pauline Brunius | Dramaten              |
| 1939 | Officeren En nationalgardist        | Nederlaget Nordahl Grieg                | Svend Gade      | Dramaten              |
| 1940 |                                     | Här dansar Kalle Karlsson Sigge Fischer |                 | Klippans sommarteater |
| 1942 |                                     | Mollusken Hubert Henry Davies           |                 | Turné                 |